# 莱克 (格罗宁根省)
莱克（荷蘭語：Leek）是荷兰东北部格罗宁根省的一个旧市镇，与德伦特省和弗里斯兰省接壤，面积为64.27平方公里，2007年人口为19,164。
2019年1月1日，莱克与前市镇赫罗特哈斯特、马勒姆和泽伊德霍伦合并为新市镇“韦斯特夸蒂尔”。

## 人口中心
- Enumatil
- Leek
- Lettelbert
- Midwolde
- Oostwold
- Tolbert
- Zevenhuizen